# نايميخن
نايميخن Nijmegen  هي مدينة وبلدية بمقاطعة خيلدرلند، هولندا، وهي أكبر مدينة في المقاطعة.

## طوبوغرافيا
خريطة طوبوغرافية هولندية لبلدية نايميخن، يونيو 2015، (تقرأ بعد ثلاث نقرات على الخريطة).

## معرض صور

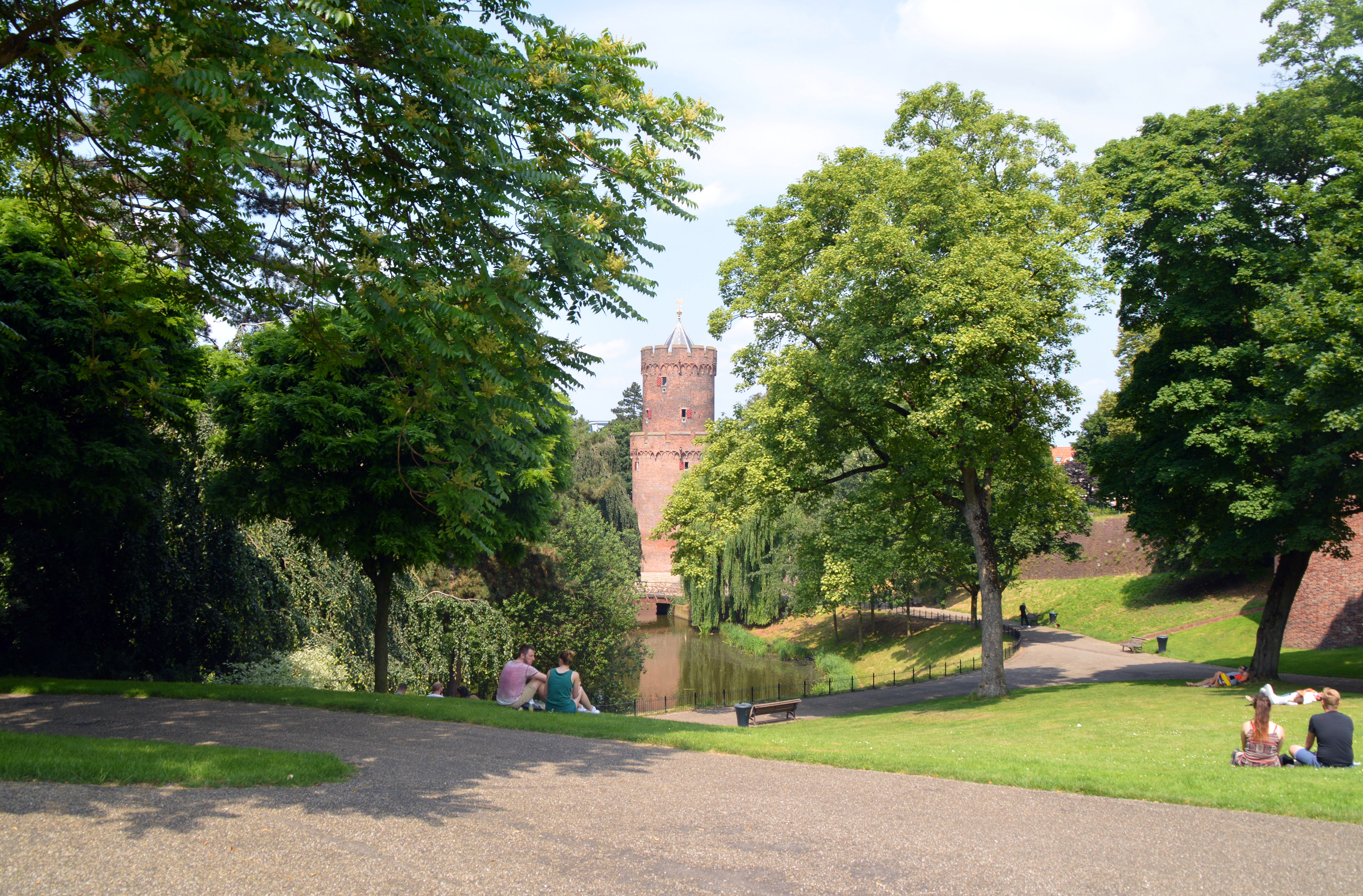
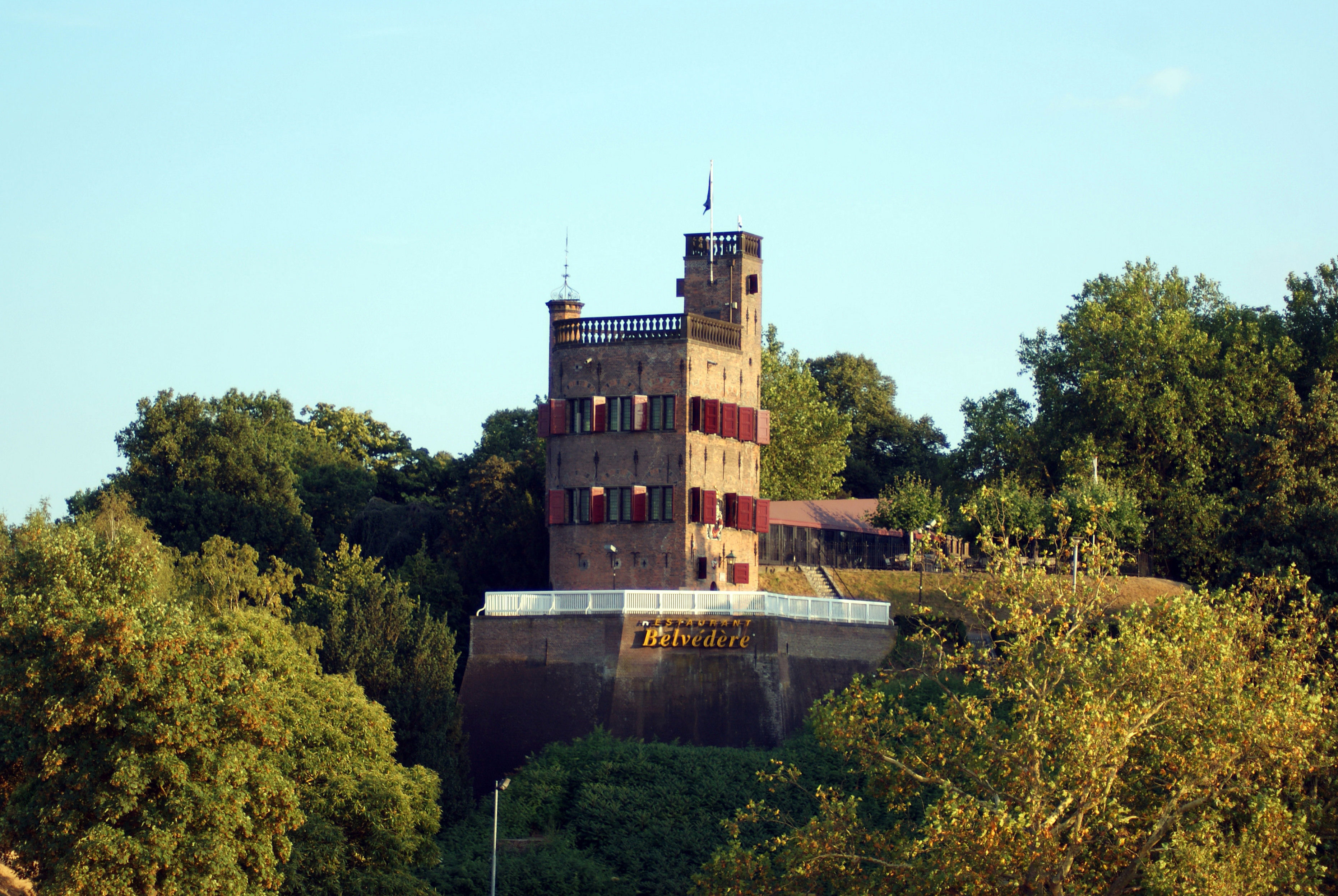
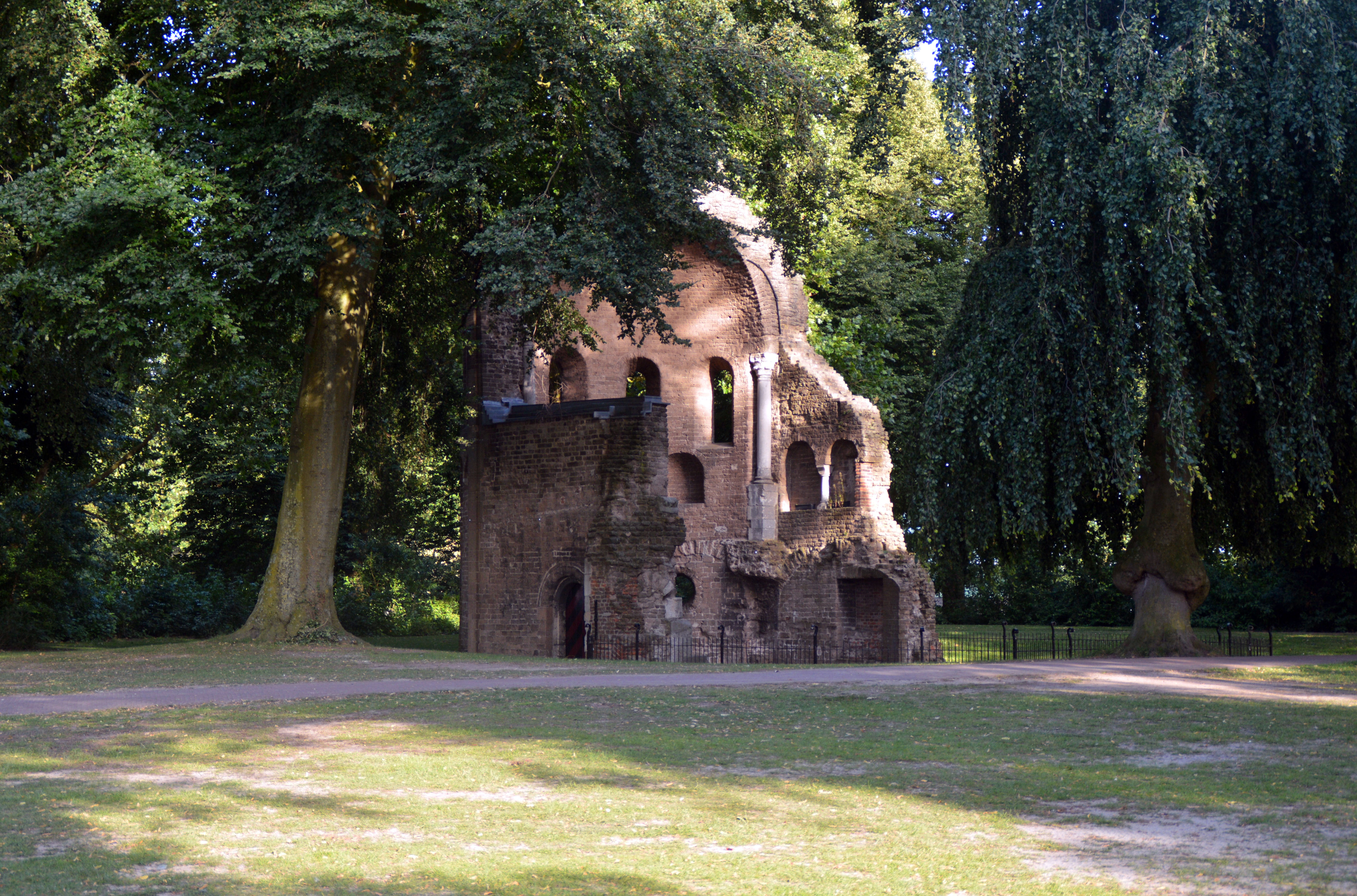
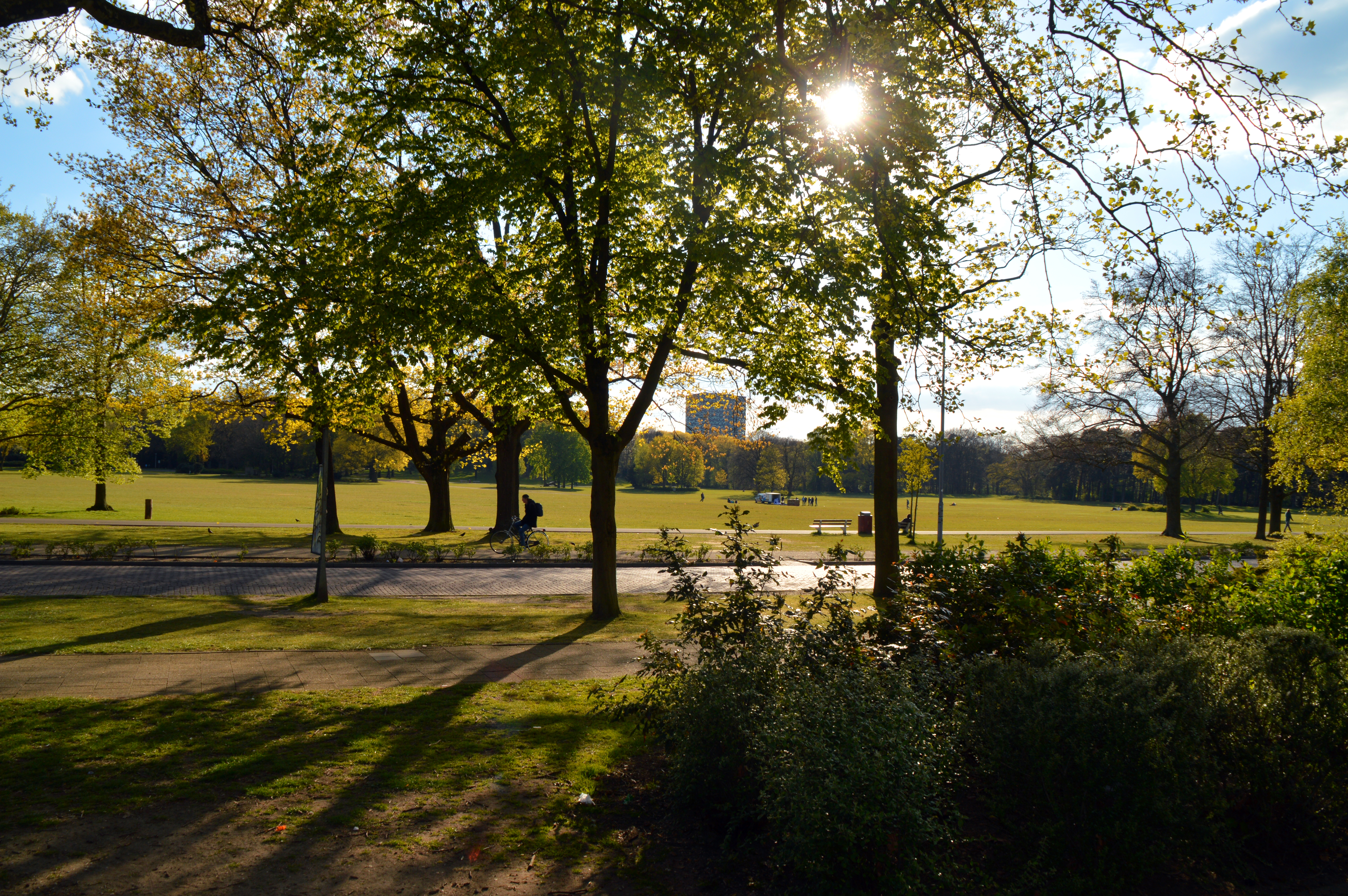

## توأمة
لنايميخن اتفاقيات توأمة مع كل من:
- ألباني
- عنتاب
- بسكوف
- سوجو

## أعلام
- ثيو فان إلس
- إريك ڤان روسم
- ثيوفانو
- أميرة فيليخاخن
- بيت فيلتهوزن
- ياسبر سيلسن
- هنري السادس